# Melanaethus noctivagus
Melanaethus noctivagus är en insektsart som först beskrevs av Van Duzee 1923.  Melanaethus noctivagus ingår i släktet Melanaethus och familjen taggbeningar. Inga underarter finns listade i Catalogue of Life.